# Nabinaud
Nabinaud é uma comuna francesa na região administrativa da Nova Aquitânia, no departamento de Charente. Estende-se por uma área de 5,88 km². Em 2010 a comuna tinha 100 habitantes (densidade: 17 hab./km²).